# Anette Bøe
Anette Bøe (* 5. November 1957 in Larvik) ist eine ehemalige norwegische Skilangläuferin.

## Karriere
Ihre erste olympische Medaille gewann sie bei den Winterspielen 1980 in Lake Placid, als sie mit der norwegischen Staffel die Bronzemedaille holte. Bei den Nordischen Skiweltmeisterschaften 1982 siegte sie mit der norwegischen Staffel über 4 × 5 Kilometer. 1985, in ihrem erfolgreichsten Jahr, wurde sie Weltmeisterin über 5 Kilometer und 10 Kilometer und gewann die Silbermedaille über 20 Kilometer. Im selben Jahr wurde sie Weltcup-Gesamtsiegerin.
1985 erhielt Anette Bøe die Holmenkollen-Medaille und wurde zu Norwegens Sportlerin des Jahres gewählt. Im Jahr 2000 erhielt sie den Egebergs Ærespris für ihre Leistungen im Skilanglauf, im Triathlon und im Eishockey.

## Erfolge

### Olympische Winterspiele
- 1980 in Lake Placid: Bronze mit der Staffel

### Weltmeisterschaften
- 1982 in Oslo: Gold mit der Staffel
- 1985 in Seefeld: Gold über 5 km, Gold über 10 km, Silber mit der Staffel, Bronze über 20 km
- 1987 in Oberstdorf: Silber mit der Staffel

### Norwegische Meisterschaften
- 1977: Silber mit der Staffel
- 1978: Silber mit der Staffel
- 1979: Gold über 5 km, Bronze über 20 km
- 1980: Silber über 5 km
- 1981: Gold über 20 km, Silber über 5 km, Silber über 10 km
- 1983: Bronze über 5 km, Bronze über 20 km
- 1984: Gold mit der Staffel
- 1987: Silber über 20 km
- 1988: Gold über 5 km, Bronze über 20 km

### Weltcupsiege im Einzel
| Nr. | Datum            | Ort         | Disziplin                      |
| --- | ---------------- | ----------- | ------------------------------ |
| 1.  | 6. März 1982     | Lahti       | 10 km Individualstart          |
| 2.  | 8. März 1984     | Oslo        | 20 km Individualstart          |
| 3.  | 19. Januar 1985  | Seefeld     | 10 km Individualstart 1        |
| 4.  | 14. Februar 1985 | Klingenthal | 10 km Individualstart          |
| 5.  | 18. Februar 1985 | Nové Město  | 5 km Individualstart           |
| 6.  | 9. März 1985     | Falun       | 10 km Individualstart          |
| 7.  | 16. März 1985    | Oslo        | 20 km Individualstart          |
| 8.  | 7. März 1987     | Falun       | 30 km Freistil Individualstart |

### Weltcup-Gesamtplatzierungen
| Saison  | Platz | Punkte |
| ------- | ----- | ------ |
| 1981/82 | 5.    | 95     |
| 1982/83 | 14.   | 53     |
| 1983/84 | 10.   | 78     |
| 1984/85 | 1.    | 144    |
| 1985/86 | 40.   | 4      |
| 1986/87 | 6.    | 61     |
| 1987/88 | 32.   | 14     |